# 13474 Vʹyus
13474 Vʹyus este un asteroid din centura principală de asteroizi.

## Descriere
13474 Vʹyus este un asteroid din centura principală de asteroizi. A fost descoperit pe 29 august 1973 la Observatorul de Astrofizică din Crimeea de Tamara Smirnova. El prezintă o orbită caracterizată de o semiaxă mare de 2,62 ua, o excentricitate de 0,29 și o înclinație de 7,8° în raport cu ecliptica.